# SMS Planet (1889)
SMS Planet – austro-węgierska kanonierka torpedowa z końca XIX wieku. Jeden z okrętów zakupionych w zagranicznych stoczniach podczas poszukiwań typu okrętu najlepiej dostosowanego do potrzeb Kaiserliche und Königliche Kriegsmarine. „Planet” przetrwał I wojnę światową. W 1920 roku został przekazany do Włoch i tam złomowany.